# Luc Béland
Pour les articles homonymes, voir Béland.
Luc Béland (11 août 1951 à Lachine, Québec - 25 juillet 2006 à Longueuil, Québec) est un artiste en arts visuels canadien (québécois) qui a surtout créé des estampes et des toiles. Au Canada, il a participé à plus de 65 expositions ; il a aussi exposé aux États-Unis, en France, en Suisse et en Allemagne.

## Biographie
Luc Béland est né le 11 août 1951 à Lachine au Québec. En 1971, il obtient un brevet en arts plastiques de l'École normale Ville-Marie, puis, en 1973, un baccalauréat en arts plastiques de l'UQAM. Il fait ensuite un stage de perfectionnement en photogravure et photolithographie au Printmaking Department de l'Institut Pratt à New York.
En 1976, au Musée d'art contemporain de Montréal, Luc Béland expose 19 Études sur la « pertinence perceptuelle des confrontations internes de la surface totale ». Entre 1975 et 2005, il participe à 18 expositions collectives au même musée.
En 1978, en collaboration avec le poète Jean-Marc Desgent, il produit une vidéo : I'm still painting, I'm still writing, I'm still filming (Je peins encore, j'écris encore, je filme encore), qui est diffusée plusieurs fois au musée d'art contemporain de Montréal et jugée parmi les 10 meilleures de son genre au Canada en 1978.
En 1979, avec d'autres collègues, Luc Béland expose des œuvres au Musée des beaux-arts de Montréal (MBAM) ; l'institution souhaite montrer le pluralisme de l'art visuel au Québec. Selon un critique, leur travail représente la « peinture en tant que recherche ». Au MBAM, de 1976 à 2005, il participe à 14 expositions collectives d'artistes visuels.
Entre 1983 et 2001, il expose huit fois ses œuvres à la galerie Graff à Montréal. Entre 2000 et 2006, il expose sept fois à la galerie Zocalo, à Longueuil au Québec.
Luc Béland décède le 25 juillet 2006 à Longueuil au Québec.
Béland appartient au groupe dit de la « Nouvelle image ». Ses œuvres se retrouvent dans les grandes collections nationales et dans certaines collections privées. Par exemple, le Conseil des arts du Canada détient l'une de ses œuvres. Également, l'université de Sherbrooke détient l'une de ses œuvres.

## Musées et collections publiques
- Banque d'art du Conseil des arts du Canada[14]
- Carleton University Art Gallery
- Musée d'art contemporain de Montréal
- Musée d'art de Joliette
- Musée des beaux-arts du Canada
- Musée national des beaux-arts du Québec[15]